# Карбон, Салли
Салли Мэй Карбон (в замужестве — Белл; англ. Sally May Carbon (Bell); род. 14 апреля 1967) — австралийская хоккеистка на траве, полузащитник и нападающий. Олимпийская чемпионка 1988 года, участница летних Олимпийских игр 1992 года, чемпионка мира 1994 года, серебряный призёр чемпионата мира 1990 года.

## Биография
Салли Карбон родилась 14 апреля 1967 года в районе Коттсло австралийского города Перт.
Жила в Перте. Окончила школы Чёрчлендс и Мандура.
В юности занималась балетом, софтболом, плаванием и бегом. Выступала в соревнованиях по лёгкой атлетике за сборную Западной Австралии.
Окончила Австралийский институт спорта, получил степень бакалавра по физическому воспитанию и математике. Работала преподавателем физического воспитания.
Играла в хоккей на траве за команду университета Западной Австралии из Перта. Выступала за сборную штата в течение 12 лет.
В 1988 году вошла в состав женской сборной Австралии по хоккею на траве на летних Олимпийских играх в Сеуле и завоевала золотую медаль. Играла в поле, провела 3 матча, мячей не забивала.
В 1990 году завоевала серебряную медаль чемпионата мира в Сиднее.
В 1992 году вошла в состав женской сборной Австралии по хоккею на траве на летних Олимпийских играх в Барселоне, занявшей 5-е место. Играла в поле, провела 4 матча, мячей не забивала.
В 1994 году завоевала золотую медаль чемпионата мира в Дублине. Забила 1 мяч.
Трижды выигрывала медали Трофея чемпионов: серебряную в 1989 году во Франкфурте-на-Майне, золотые в 1991 году в Берлине и в 1993 году в Амстелвене.
В 1987—1994 годах провела за женскую сборную Австралии 125 матчей.
12 июня 1989 года была награждена медалью ордена Австралии.
По окончании игровой карьеры продолжила трудиться в спортивной сфере. В течение 11 лет работала в Западно-Австралийском институте спорта, в течение 9 лет — в Австралийском институте спорта. Получив стипендию для изучения стратегического маркетинга, работала в сфере рекламы, маркетинга и спонсорства. Была комиссаром Австралийской спортивной комиссии, председателем и заместителем председателя Австралийского спортивного фонда. Основатель и директор, консалтинговой фирмы G11 Teams со штаб-квартирой в Перте, которая помогает глобальным компаниям со стратегией, высокоэффективными командами, лидерством, коучингом и исполнением. Член Австралийского института директоров компаний. 
В течение 10 лет работала журналисткой в газетах, на радио и телевидении.
Автор девяти книг, в том числе для детей — «Я хочу быть олимпийцем» (I want to be an Olympian) в двух изданиях, «Я хочу быть футболистом» (I want to be a Footballer), «Я хочу быть крикетистом» (I want to be a Cricketer).

## Семья
Замужем за тренером по австралийскому футболу, трое детей — Джейсон, Эшли и Кара.